# 통합진보당
통합진보당(統合進步黨)은 2011년부터 2014년까지 존재했던 대한민국의 진보주의 정당이다. 2014년 12월 19일 대한민국 헌법재판소가 위헌정당 해산제도를 최초로 적용하여 강제 해산되었다.
통합진보당은 민주노동당, 국민참여당, 진보신당 탈당파의 통합으로 창당했다. 이석기, 김재연에 대한 제명이 부결된 이후 신당권파를 이루던 민주노동당계 일부와 국민참여당계, 진보신당 탈당파가 이탈하여 정의당을 창당했다. 이 과정에서 구당권파와 신당권파가 일명 "셀프 제명"을 두고 무효 소송을 제기하는 등 논란이 있었다.
통합진보당은 정파 연합 성격이 강했고, 출신 정당에 따라 크게 민주노동당계, 국민참여당계(참여계), 진보신당 탈당파로 나뉜다. 2008년 민주노동당 분당 이후 남아있던 민주노동당계 상당수는 인적으로 민주주의민족통일전국연합과 관련이 있으며, 이에 따라 다시 경기동부연합, 광주전남연합, 울산연합, 인천연합으로 분류된다. 신당권파의 탈당사태 이전에 경기동부연합이 언론에 '당권파'로 소개됐으며, 인천연합, 참여계, 진보신당 탈당파는 '비당권파'로 분류됐다. 강기갑 대표 선출 이후에는 당권파는 '구당권파', 비당권파는 '신당권파'로 불렸다. 하지만 신당권파는 탈당해 진보정의당을 창당했고, 이 과정에서 인천연합과 참여계, 진보신당 탈당파의 대다수가 통합진보당을 이탈했다. 이후 강병기 전 경남도정무부지사가 비상대책위원장으로 하는 임시 지도부 체제로 2013년 2월 28일까지 운영되었고, 제 3기 지도부가 출범하였다. 대표에는 이정희 후보가 단독 출마하여 2013년 동시당직선거 당선자 및 개표결과 이정희 후보가 찬성 91.06%로 당선되었다. 최고위원 역시, 이정희, 유선희, 민병렬, 김승교, 안동섭 5명만 입후보하여 선거결과에 상관없이 모두 최고위원으로 선출되었다.
그러나 2014년 12월 19일 대한민국 헌법재판소의 결정으로 해산되었고, 소속 국회의원 5인에 대해 의원직이 상실되었다. 이 결정은 헌법재판관 8인이 인용, 찬성하였으며, 1인이 기각, 반대하였다.
2015년 1월 22일 대한민국 대법원은 통합진보당 해산의 결정적인 요인이 된 이석기 내란 선동 사건 판결에서 재판부는 "2013년 5월 130여명이 참석한 회합에서 이 전 의원과 김 전 위원장은 한반도에서 전쟁이 벌어지면 조직적으로 통신·유류·철도·가스 등 주요 국가기간시설을 파괴하는 행위와 선전전, 정보전 등을 벌이자는 뜻으로 발언했다"며 "이는 국헌 문란을 목적으로 한 것"이라고 밝혔다. 또 "그러한 발언은 회합 참석자들에게 전쟁에 대한 인식과 내란 의지를 자극하기 때문에 충분한 내란 선동에 해당한다"고 판단했다. 재판부는 내란음모 혐의에 대해서는 "회합 참석자들은 한반도에 전쟁이 벌어졌을 때 대한민국 체제 전복을 준비하라는 이 전 의원의 발언에 따라 선전전과 정보전, 국가기간시설 파괴 등을 논의했지만 한번의 토론에 그쳤고 내란을 직접 실행하겠다는 의견의 일치가 있었다고 보기는 어렵다"며 무죄를 선고했다. 이와 관련해 대법원은 지하혁명조직 알오(RO)의 존재도 인정하지 않았다. 재판부는 "회합 참가자들이 강령·목적, 지휘통솔체계, 조직부위체계 등의 실체가 존재하는 RO의 구성원이라는 의심은 들지만 언제 조직에 가입했고, 어떤 활동을 해왔는지 인정할 증거가 없어 확실히 RO가 존재한다고 보기 어렵다"고 지적했다. 그러나 신영철·민일영·고영한·김창석 대법관은 내란음모 혐의를 유죄로 봐야 한다는 반대의견을 냈다. 이들은 "구체적인 공격의 대상과 목표, 방법 등을 확정하지 못하고 논의만 하는데 그쳤더라도 내란을 벌일 개연성이 크다고 인정되면 실질적 위험이 있는 내란음모죄를 구성할 수 있다"고 밝혔다. 또 "전쟁이 벌어졌을 때 국가기간시설의 파괴, 통신교란, 폭탄 제조법 및 무기탈취 등이 구체적으로 논의됐던 점 등을 보면 비록 구체적인 공격 대상과 목표 등을 정하지 못했다 해도 내란을 직접 실행할 개연성이 크다"고 설명했다. 이와 관련하여 헌법재판소의 정당해산 결정이 정당했는지 여부를 두고 논란이 있다. 이러한 논란이 벌어지게 된 근본적인 이유는 헌법재판소가 정당해산심판사건에 엄격한 증명을 요구하는 형사소송법이 아닌 민사소송법의 절차를 따르고, 이석기 사건에 관한 대법원의 판단이 내려지기 전에 통합진보당 해산을 결정했기 때문이다. 이와 관련하여 헌재 관계자는 “대법원과 헌재의 판단 대상뿐만 아니라 판단의 기준 자체가 다른 데도 이를 직접 비교하는 것은 문제가 있다”고 말했으며 대법원 관계자는 “대법원은 개인 이석기 전 의원 등이 형법에 규정된 내란음모죄, 내란선동죄를 범했는지를 판단한 것이고, 헌재는 통진당의 위헌정당 인정 여부를 판단한 것이어서 그 결과를 가지고 판단이 다르다 또는 같다로 비교 해석하는 것은 맞지 않다”고 말했다.

## 역대 지도부
- 1기 공동대표 체제
  - 공동대표 : 이정희, 유시민, 심상정 (2011년 12월 5일 ~ 2012년 5월 12일), 조준호[14] (2012년 2월 23일 ~ 2012년 5월 12일 ), 법적 대표 : 이정희
  - 원내 대표 : 강기갑 (2011년 12월 5일 ~ 2012년 5월 29일)
  - 사무총장 : 장원섭 (2011년 12월 5일 ~ 2012년 5월 14일)
  - 정책위의장 : 이의엽, 노항래, 신언직 (2011년 12월 5일 ~ 2012년 5월 17일)
  - 대변인 : 우위영, 천호선 (2011년 12월 5일 ~ 2012년 5월 17일), 노회찬 (2011년 12월 9일 ~ 2012년 5월 17일)
- 혁신비상대책위원회
  - 비상대책위원장 : 강기갑 (2012년 5월 14일 ~ 7월 15일)
  - 비상대책위원 : 민병렬, 권태홍(사무총장 겸직), 이정미(대변인 겸직), 이홍우 (2012년 5월 14일 ~ 2012년 7월 15일)
  - 사무총장 : 권태홍
  - 대변인 : 이정미 (2012년 5월 15일 ~ 2012년 7월 15일)
- 2기 지도부
  - 대표 : 강기갑 (2012년 7월 15일 ~ 2012년 9월 10일 탈당으로 인한 사퇴)
  - 원내 대표 : 심상정 (2012년 7월 10일 ~ 2012년 7월 26일 제명 부결 의총으로 자진사퇴)
  - 최고위원 : 이혜선, 유선희, 민병렬 (2012년 7월 15일 ~ 2012년 9월 16일)
    - 천호선, 이정미 (2012년 7월 15일 ~ 2012년 9월 12일 탈당으로 인한 사퇴)

  - 사무총장 : 공석
  - 대변인 : 이정미 (2012년 7월 15일 ~ 2012년 9월 10일)
    - 이상규 (2012년 9월 10일 ~ 2012년 9월 16일) 제 10차 최고위원회의에서 대변인으로 선임됨
- 강병기 비상대책위원회
  - 비상대책위원장 : 강병기 (2012년 9월 16일 ~ 2013년 2월 28일)
  - 비상대책위원 : 김승교, 민병렬, 심문희, 오병윤, 안동섭, 유선희, 이혜선 (2012년 9월 16일 ~ 2013년 2월 28일)
    - 송주섭 (2012년 9월 23일 ~ 2013년 2월 28일) 제5차 중앙위원회에서 인준

  - 원내 대표 : 오병윤 (2012년 9월 7일 ~ 3기 지도부)
  - 사무총장 : 안동섭 (2012년 9월 16일 ~ 3기 지도부)
  - 대변인 : 민병렬 (2012년 9월 16일 ~ 2013년 2월 28일)
- 3기 지도부
  - 대표 : 이정희 (2013년 3월 1일 ~ 2014년 12월 19일)
  - 최고위원 : 이정희, 유선희, 민병렬, 김승교, 안동섭 기호 순 (2013년 3월 1일 ~ 2014년 12월 19일)
    - 정희성, 최형권 (2013년 3월 1일 ~ 2014년 12월 19일) 3기 1차 임시당대회에서 인준

  - 원내 대표 : 오병윤 (2013년 3월 1일 ~ 2014년 12월 19일)
  - 사무총장 : 안동섭 (2013년 3월 1일 ~ 2014년 12월 19일)
  - 대변인 : 홍성규 (2013년 3월 1일 ~ 2014년 12월 19일)

## 약칭
통합진보당은 출범 이후 약칭으로 '진보당'을 사용하려 했지만, 선관위는 이것이 진보신당의 당명과 유사하다는 이유로 사용하지 못하게 했다. 언론에서는 주로 '통진당'이라는 비공식 약칭이 사용됐다. 2012년 총선 이후 진보신당이 정당득표 2%를 기록하지 못해 해산되자, 통합진보당은 진보당을 다시 정식 약칭으로 선관위에 등록하려 했다. 하지만 이미 선관위에 진보당 창당준비위원회가 등록된 상태라 뜻을 이루지 못했다. 이후 진보당 창당준비위원회가 소멸된 뒤인 2012년 말부터 정식으로 진보당을 약칭으로 등록했다.

## 구성
기존의 진보정당과 마찬가지로 진성당원제를 채택하고 있었다. 진성당원제는 당비를 납부하는 당원만이 당권을 가졌다. 중앙선거관리위원회의 2012년도 정당의 활동개황 및 회계보고에 따르면, 전체 104,692명 중 41,444명 (39.6%)만이 당비를 납부하고 있었다. 최고 의결기구는 전국 당원대회이며 대의기관으로는 전국 운영위원회(전국위)와 중앙위원회(중앙위), 집행 기관으로는 공동 대표단과 그 산하의 통합인사위원회, 기관지 의원회, 중앙 연수원, 정책 위원회, 사무총국, 부문 위원회, 과제 위원회, 특별 위원 및 본부, 원내 기구로 원내 대책회의, 원내 대표, 정책 연구소, 고문단 등을 두고 있었다.

## 역사
통합진보당은 2011년 초부터 시작된 진보대통합 운동의 결실이었다. 애초 진보대통합은 민주노동당, 진보신당, 사회당을 중심으로 시작됐으나, 논의 도중 사회당이 진보대통합에서 이탈하고, 대신 국민참여당이 진보대통합 논의에 들어왔다. 이에 국민참여당에 비판적인 진보신당 역시 진보대통합에서 이탈했으나, 심상정, 노회찬을 중심으로 한 진보신당 탈당파(새진보통합연대)가 진보대통합 대열에 남아 통합진보당의 한 축이 됐다. 통합진보당 출범 이후 진보신당 독자파와 사회당은 합당을 의결했다.

### 출범 과정
- 2011년
  - 12월 5일: 수임기관 합동회의
  - 12월 6일: 중앙선거관리위원회에 정당 등록[19]
  - 12월 11일: 창당선포식[20]
- 2012년
  - 2월 5일: 총선승리 전진대회 개최

### 통합진보당 출범 이전

#### 민주노동당 창당에서 2008년 진보신당 분당까지

대한민국 진보세력의 흐름

통합진보당의 전신인 민주노동당은 민주노총과 민중 민주 세력이 주축이 되어 창당된 정당이다. 민족 해방 계열의 조직인 민주주의민족통일전국연합이 주도한 '2001 민족민주전선 일꾼전진대회'가 2001년 9월 22일과 23일 이틀간 충청북도 괴산군 칠성면 군자산 보람원연수원에서 열렸다. 당시 제도권 정당에는 참여하지 않았던 민족 해방 세력이 이른바 '군자산의 약속', '9월 테제'로 불리는 합법 정당 운동을 결의를 선언했다.
적극적으로 제도권 진보정당 운동을 펼치던 민중 민주 세력과는 달리 민족 해방 세력은 '비판적 지지'라는 입장을 표방하며 제도권 정당에 참여하지 않고 제1야당을 지지하는 형태였다. 그러나 이른바 '군자산의 약속'을 통해 민주노동당에 집단으로 입당했다. 그러나 민족 해방 세력이 다수파가 되기 위해서 물불을 가리지 않고 위장 전입이나 대리 투표, 종이 당원과 같은 부정 행위를 하여, 민중 민주 세력에게 비판을 받았다. 특히 대한민국 제17대 국회의원 선거를 통해 진보정당 최초로 원내에 입성하는 결과를 얻은 이후, 민족 해방 세력이 추가로 가세하여 당내 다수파를 차지하게 되었다. 민중 민주 세력과 민족 해방 세력이 갈등이 지속되던 중 2006년 일심회 사건이 발생하여 당내 민족 해방 세력에 대한 종북 논란이 다시 일었고, 민주노동당의 대한민국 제17대 대통령 선거 후보 경선에서는 민족 해방 성향의 대의원들이 비교적 비종파로 분류되는 권영길 의원을 지지하여 갈등이 더욱 심화되었다. 민중 민주 세력을 비롯한 비당권파 세력은 민족 해방 세력의 당권 장악 과정에서 드러난 패권주의와 대선공약인 코리아연방공화국을 비판했다. 결국, 참담한 권영길 후보의 대선결과와 민족 해방 세력의 친북적 성향을 보여주는 일심회 사건을 계기로 민중 민주 성향의 심상정 의원이 비상대책위원장으로 임명되어 민족 해방 세력의 친북적 성향과 정파 패권주의 척결하는 혁신안을 내놓았으나, 부결되었다. 혁신안이 부결된 이유는 어느 세력에도 속해있지 않은 비종파 세력이 민족 해방 세력이 자주 평화 통일에만 치중한 것도 아닌데, 그 당시 당권파였던 민중 민주 세력이 색안경을 쓰고 민족 해방 세력을 종북, 친북 세력으로 규정했던 문제를 비판하여, 혁신안을 거부하였다. 부결 이후에도 비종파 세력은 민중 민주 세력의 대거 탈당 사태에도 동요하지 않았다. 그러나 문제가 되었던 민족 해방 세력이 조선민주주의인민공화국에 대해서 더 우호적인 행동과 방침에 대해서 반성하지 않고 오히려 더 '친북적 성향을 보여주어야 한다'는 식의 주장과 당내 반응은 민중 민주 세력의 탈당을 야기했다. 결국, 진보적 이념 내에서 대척점에 서 있던 민중 민주 세력과 민족 해방 세력이 민주노동당 창당 이래 8년 후 갈라서게 되었다. 민중 민주 세력은 진보신당을 창당했다.

#### 분당에서 통합진보당의 출범까지
분당 이후, 바로 민주노동당은 대한민국 제18대 국회의원 선거 치르게 되어 권영길 후보, 강기갑 후보가 각각 지역구 국회의원으로 당선되었다. 비례대표로는 곽정숙, 홍희덕, 이정희 세 명의 후보가 당선되어 지난 총선보다 5석 줄어든 5명의 국회의원이 당선되었다. 민중 민주 세력이 탈당한 민주노동당은 또다시 조선민주주의인민공화국에 더 우호적인 '범경기동부연합'으로 지칭되는 당권파와 트로츠키주의 성향 단체인 다함께, 민주노총 현장파, 민족 해방 좌파 세력이 비당권파로 분류되었다.
민주노동당의 주류가 된 민족 해방 세력은 기존 정당의 인물 중심 계파 구분이 아니라 1980년대 이후 유일한 민족 해방 계열의 조직인 민주주의민족통일전국연합의 지역별 산하조직단체별로 구분하여 당내 민중 민주 세력이나 언론에서 부르기 시작했다. 비록 민주주의민족통일전국연합은 해산되었지만 당시의 지역별, 인적으로 구성되어있어 부르는 호칭이다. 대표적으로 경기동부연합, 광주전남연합, 인천연합, 울산연합이 있다. 다음과 같은 명칭은 조직의 공식적인 명칭은 아니고 언론이나 다른 계파와 같이 외부에서 부르는 명칭이다. 또한 민주주의민족통일전국연합 당시의 구성원과는 다른 인적 구성을 가지고 있기 때문에 지역 이름이 붙어있음에도 불구하고 다른 지역 활동가가 조직으로 분류되기도 한다. 그러한 예가 민족민주혁명당 사건의 관련자들이다. 이들은 '범경기동부연합'로 분류된다. 대표적으로 민족민주혁명당 경기남부위원회 위원장이었던 이석기나 수도남부지역사업부 총책이였던 이상규 의원이 민족민주혁명당 관련자들이다. 그 외로 이의엽, 박경순 등이 있다. 이와 같이 다른 인적 구성을 가지고 있는 이유로 대다수의 민족 해방 세력 출신은 이와 같은 조직은 실체가 없다고 주장한다.
민주노동당은 진성당원제를 채택하였는데, 기존 정당의 구조와는 다르게 당원이 직접 공직자 후보를 선출하고 당직자를 선출하는 당권이 주어져 민주적이라는 장점이 있으나, 특정 세력의 패권에 악용되어 문제가 되어 왔다. 수적으로 민중 민주 세력 보다 우세했던 민족 해방 세력은 지구당의 장악이나 대리 투표를 서슴없이 행하였다. 그중 2006년부터 경기동부연합과 광주전남연합이 연대한 '범경기동부연합'이 대표, 정책위의장, 사무총장 이른바 당3역을 장악하고 이후 주요 당직을 독식하기 시작했다. 특히 경기동부연합의 지원을 받은 광주전남연합은 재정을 담당하는 사무총장을 세습하듯이 승계했는데 대표적으로 김선동 대한민국 제18, 19대 국회의원, 순천시·곡성군, 오병윤 대한민국 제19대 국회의원, 광주광역시 서구 을, 장원섭이 사무총장을 맡았다. 이들이 장악한 민주노동당의 총무실은 당권파가 아니면 접근하지 못했고 통합진보당으로의 합당 이후에도 비당권파 세력은 출입하지 못할 정도였다.
민족 해방 세력은 조선민주주의인민공화국에 대해서 우호적인 입장이 많아 민주노동당 초창기, 사회당과의 종북주의 논쟁을 시작으로 현재는 많은 보수언론이 종북세력이라고 부르고 있다. 당권을 장악한 '범경기동부연합'은 조선민주주의인민공화국에 우호적 정책 채택을 주장하였고, 민주노동당의 17대 대통령 후보 권영길을 민족 해방 세력이 밀어주면서 대선공약 중 조선민주주의인민공화국의 고려연방제과 비슷한 이름과 연방제 방식인 코리아연방공화국을 대선 주요 정책으로 채택하기까지 이르렀다. 결국 대선후보인 권영길이 코리아연방공화국이라는 슬로건에 반대했음에도 불구하고, 당시 선거대책본부장이였던 현 19대 국회의원 통합진보당 김선동 의원은 당무를 거부하고 잠적하며, 통합진보당의 전신인 민주노동당때부터 현 당권파의 조선민주주의인민공화국에 우호적인 성향과 패권주의가 비판되어왔다.
- 경기동부연합 : 통합진보당의 당권파이자 주류로 분류된다. 지역적으로 수도권 인사들 특히 성남과 수원 인사들이 대표적으로 거론된다. 이정희 대표, 이석기, 이상규 의원, 김미희 의원, 안동섭 사무총장, 홍성규 대변인, 우위영 이석기 의원 보좌관이 있다.
- 광주전남연합 : 경기동부연합과 같이 당권파를 구성하는 세력이며, 지역적으로 광주, 전라남도 인사들이 대표적으로 거론된다. 대표적으로 오병윤 원내대표, 김선동 의원, 장원섭 전 사무총장, 유선희 최고위원이 있다.
- 울산연합 : 지역적으로 부산, 울산, 경남의 인사들이 거론되며 국민참여당과의 합당이나 통합진보당 부정 경선 사건에 대한 캐스팅보트를 쥐었던 중도적 입장의 세력이다. 통합진보당 부정 경선 사건 초창기 지명직을 제외한 비례대표 총 사퇴에 동의하였지만, 당 대표 선거부터는 이석기-김재연 의원의 사퇴에 대한 입장이 명확하게 표명하지 않았고, 당권파 대신 울산연합으로 분류되는 강병기 전 경상남도 정무부지사가 나와 담합 의혹을 받았다. 대표적으로 강병기 전 비상대책위원장, 민병렬 최고위원, 김창현 전 울산 동구청장이 있다.
- 인천연합 : 민주노동당 분당 이후부터 비당권파로 분류되었고 현재는 통합진보당을 탈당하여 정의당으로 간 유일한 계파이다. 지역적으로 인천과 수도권 일부 인사들이 대표적으로 거론된다. 이정미 정의당 최고위원과 배진교 인천남동구청장과 조택상 인천동구청장이 있다.

분당 이후 비종파로 분류되는 강기갑 대표 체제가 출범, 미국산 쇠고기 반대 시위와 같은 진보적 이슈로 활약하여 분당의 위기를 수습하고 민주노동당은 대한민국 제18대 국회의원 선거에서 비례대표로 당선된 이정희 전 대표가 '유연한 진보'를 내걸며 쌍용자동차 노조원 평택공장 점거 농성 사건, 한미FTA 반대 시위, 촛불 시위 등 직접 현장을 뛰어다니는 열정적인 모습과 좋은 의정활동의 평가로 진보의 아이콘으로 불리며 대중적인 정치인으로 부상했다. 당권파로 분류된 이정희의 활약과 인지도 상승으로 이정희는 원내대표와 최연소 여성당대표라는 성과를 이뤘다.
민주노동당은 당시 제1야당인 민주당을 비롯한 다른 야당들과의 야권연대로 큰 성과를 얻어 대한민국 제5회 지방선거에서 민주노동당 사상 가장 많은 당선자를 배출해냈다. 그 이후 재보궐선거에서도 야권연대를 통해 좋은 결과를 냈다. 이러한 좋은 결과로 민족 해방 성향의 당권파는 당권을 더 확고히 하였다. 대한민국 제19대 국회의원 선거가 다가오자 진보적 성향들의 야당들이 통합하는 진보대통합을 해야한다는 여론이 강했고, 민주노동당을 장악하고 있던 당권파는 기존에 없던 자유주의 정당인 국민참여당과의 통합을 주장하였고 비당권파는 국민참여당에 대한 통합을 반대했다. 또한 당권파는 중재안이였던 선 진보세력 통합, 후 국민참여당 통합안에도 부정적이였다. 당시 민주노동당 대표였던 이정희가 비주류에게 적극적인 설득을 하였음에도 비주류가 동의하지 않자, 당권파의 당권으로 통합안을 통과시켰다. 민주노동당과 자유주의 정당인 국민참여당, 진보신당 탈당파가 주축인 새진보통합연대가 신설합당하여 통합진보당이 출범하였다.

### 통합진보당 출범에서 4.11 총선까지

#### 불협화음 당명 결정 과정
민주노동당, 국민참여당, 진보신당 탈당파가 주축인 새진보통합연대가 신설합당되는 통합진보신당의 당명 결정 과정은 순탄치 않았다. 국민 공모와 3주체가 공동공모하여 나온 안을 당원투표와 국민여론조사를 50%씩 하는 것으로 되었다. 민주노동당에서 통합민주노동당과 통합진보당으로 압축되었다고 발표했으나 기존 주체인 민주노동당 이 들어가는 통합민주노동당에 대해서 국민참여당 출신 당원들이 흡수합당 되는 형태로 보이는 당명이라는 주장과 함께 도로 민주노동당을 하겠다는 상대 주체를 고려하지 않은 당명이라며 반발했다. 그러자 통합민주노동당을 제외하고 진보노동당과 국민참여당에서 제안한 진보정의당을 추가했다. 통합민주노동당이 사라졌음에도 불구하고, 자유주의 성향이 짙고 다양한 성향으로 구성된 국민참여당의 당원들이 통합신당의 이름에 노동으로 재를 뿌리지 말라는 주장과 글을 올렸고, 국민참여당과의 통합을 주도했던 당권파가 주장을 수용하면서, 민주노동당의 비주류 세력이 반발 했다. 통합진보정당의 당명은 통합진보당으로 결정되었다.

#### 당무거부 사건
통합진보당 유시민 공동대표는 통합진보당 내 특정 계파의 패권주의를 비판하며 1주일간 당무를 거부했다.

#### 통합진보당 사이트 해킹 사건
2012년 2월 20일 새벽에, 통합진보당 사이트의 타이틀이 통합종북당으로 바뀌었으며 메인이 인공기로 도배, 당 대표인 이정희 대표와 북한 주민을 합성한 사진으로 바뀌며 해킹 당했다. 통합진보당 유시민 대표는 CBS 김현정의 뉴스쇼에서 "우리나라에는 헌법을 파괴하는 세력이 있습니다. 그래서 그런 분들이 한 게 아닐까 그렇게 봅니다."라고 말했다. 통합진보당 대표단회의에서 이정희 공동대표는 "해킹을 범한 사람들은 홈페이지 첫 화면에 우리 당과, 저에 대해 이른바 '종북(從北)딱지'를 붙이려는 의도까지 드러냈다."며 "범인은 통합진보당이 막 성장을 시작하려는 단계를 어떻게든 방해하고 종북 이미지를 덧칠하려고 하는 수구기득권세력의 중심에 있는 자라는 판단이 든다." 심상정 공동대표도 "철저한 검찰 수사와 더불어 과거에 있었던 선관위에 대한 디도스 공격까지 연관해 이런 헌법기관에 대한, 민주주의 중추에 대한 사이버테러가 다시는 재발할 수 없도록 국회 차원에서 진상조사, 국정조사, 관련 세력과 관련자들에 대한 철저한 책임을 묻도록 해야 한다."라고 강조했다.
2012년 3월 15일, 경찰청 사이버 테러 대응센터는 해킹 사건과 관련된 박 모(18)군을 경산에서 붙잡았다. 경찰은 IP 추적을 통해 박 군의 신원을 확인하고 14일 오전 주거지를 급습해 이들을 함께 붙잡았으며, 이들의 주거지와 본가 등을 압수수색해 증거물을 확보했다.

#### 정진후 통합진보당 비례대표 후보 논란
정진후는 대한민국 제19대 총선을 앞두고 통합진보당 비례대표 4번을 배정받았다. 이에 <2008년 민주노총 조합원 성폭행 미수 사건>의 피해자는 정진후 전 전국교직원노동조합 위원장이 당시 사건을 은폐하려고 했다고 주장하면서 정진후의 비례대표 사퇴를 요구했다. 2012년 3월 13일, MBC 100분 토론에서 한 시민 논객이 토론자로 출연한 유시민 통합진보당 공동대표에게 "통합진보당은 성폭력 사건을 무마하려던 정진후 위원장을 당선 가능 권에 공천했다. 아직까지 피해자들이 아파하고 있는데 이런 분을 공천하는 당의 패기는 뭔지 궁금하다"라고 지적했다. 그러자 유시민은 "한 가지만 확인하고 답하겠다. 비례대표 후보 정진후 전 전교조 위원장이 성폭력 사건을 무마하려 했다는 근거가 어디 있느냐? 성폭력 사건을 무마하려는 의혹이 있었던 위원장은 제명됐고 그 다음에 오신 분이 정진후 위원장이다"라고 반박했다. 이후 피해자는 통합진보당 홈페이지에 글을 올려 항의했고, 정진후도 이에 반박 글을 제시했다. 2012년 4월 11일, 정진후는 대한민국 제19대 국회의원에 비례대표로 당선되었다.

#### 야권연대 경선과정 여론조사 조작 의혹
통합진보당 이정희 후보가 야권연대 경선과정 조작논란에 휩싸였다. 2012년 3월 17일과 18일에 실시된 야권연대 경선은 ARS 여론조사와 임의전화걸기(RDD) 전화면접으로 절반 씩 나눠 진행했다. 조작 의혹은 특정 인터넷 커뮤니티에서 한 네티즌이 이정희 후보의 보좌관으로부터 받은 다량의 문자 내용을 공개해 논란이 시작되었다. 이정희 후보가 조작논란을 인정하고 재경선하겠다고 밝혔으나 김희철 후보는 재경선을 거절했고 이정희 후보가 조작 논란에 크게 휩싸이자 통합진보당과 야권연대 경선을 벌이던 다른 지역구에서도 재경선이나 사퇴를 요구해 문제가 되었다. 그러자, 통합진보당이 민주통합당에 양당 지도부 회동을 요청했으나 민주통합당 박용진 대변인은 "양당 지도부가 만나서 야권연대 전체의 판 유지와 총선의 공동 승리를 위해 노력을 기울여야 한다는 점에는 백 번 공감하지만, 문제를 야기한 측의 태산 같은 책임감을 전제해야 한다."고 주장했다. 이어 "지금은 누가 관악을 야권단일후보가 되느냐가 아니라 정말 어렵게 만들어놓은 전국적 야권연대의 판을 어떻게 공고하게 만들어 갈 것인가에 있다."며 이 후보의 결단을 촉구했다.
2012년 3월 21일, 인터넷에서 김희철 민주통합당 관악을 후보 측근인 이행자 시의원의 여론조작 문자 의혹 또한 제기됐다. 하지만 이행자 시의원의 문자 원본이 공개되면서 통합진보당 측이 제기한 김희철 후보 측근의 나이 조작문자 의혹 역시 조작된 것으로 드러났다. 인터넷상에 퍼졌던 문자 사진에서 모자이크 처리돼 가려진 문구는 '은혜마을 집사님'인데, '은혜마을은 이행자 시의원이 다니는 교회 내 20~30대 여전도회 모임의 이름'이기 때문에 이행자 의원의 문자를 받은 사람들이 나이를 속일 까닭이 없게 된다. 이행자 의원 역시 "나이를 속일 이유가 전혀 없다"라고 거듭 강조했다. 결국 2012년 3월 23일, 이정희 대표가 후보직에서 사퇴하였다.

### 비례대표 부정 선거 의혹과 신당권파의 탈당

#### 비례대표 부정 선거 의혹
통합진보당은 2012년 3월 14일에서 3월 18일까지 온라인 및 현장투표를 실시해 비례대표 순위를 결정했고 이번 대한민국 제19대 총선에서 모두 6명의 비례대표 당선자를 배출했다. 하지만, 총선이 끝난 4월 20일, 당 홈페이지에 '부정선거를 규탄하며'라는 비례대표 부정선거 의혹을 제기하는 내용의 글을 올린 이청호 부산 금정구 공동지역위원장은 "윤금순(1번) 후보와 오옥만(9번) 후보가 바뀐 건 현장투표였다."면서 현장투표가 엉망이었다는 것은 누구나 알고 있는 사실이라고 말하며 이 위원장은 온라인투표 2위였던 노항래 후보가 2번이 아닌 10번에 배치된 것에 대해서도 조작된 결과라면서 윤금순 당선자와 이석기 당선자는 사퇴 해야 한다고 주장했다. 이 위원장은 이어 "비례대표 선거 최종 집계결과 노 후보가 8번에, 이영희 후보가 10번에 배정됐다."면서 "그런데 갑자기 두 사람 순위가 또 바뀌었다. 도대체 이처럼 순번을 바꾸는 행위가 온당한가?"라고 반문했다.
이 위원장이 언론과의 접촉에서는 "현장투표의 경우에는 투표관리인이 민주노동당 출신 1명뿐이었고, 30인 이상이 신청하면 '이동 투표함'이란 걸 만들 수 있도록 했다."며 (민주노동당 출신이) 박스떼기 하나 들고 표를 주우러 다닌 것이라고 주장했다. 부실한 투표 감시와 비정상적인 투표 제도를 통해 당권파 인사들이 현장투표에서 몰표를 받아 온라인투표에서 강세를 보인 인사들을 제쳤다는 이야기다. 비례대표를 둘러싼 통합진보당 내 논란은 후보 선출 과정에서부터 제기됐고 순위 배정을 둘러싼 갖가지 의문이 나왔다. 전체 200여곳의 현장투표소 가운데 7곳에서 투표인 숫자와 투표함 속의 투표용지 숫자가 일치하지 않는다는 주장까지 불거지기도 했다. 통합진보당은 선거 직후인 12일 공동대표단 회의를 열어 ‘비례대표 후보 선출선거 진상조사위원회’를 구성해 본격적인 조사에 나섰다. 2012년 5월 4일 진상조사위원회의 보고서에서 총체적인 부정이 있음이 드러났으나 이정희 공동대표와 구 집행부 측은 진상조사위의 결과를 수용할 수 없다고 발언했다.

#### 중앙위원회 폭력 난투극 사건
2012년 5월 12일에 열린 통합진보당 중앙위원회에서 오후 9시 40분 경 강령 개정안을 의결하는 순간, 당권파 측 참관인들이 난입해서 몸싸움을 벌였다. 결국 조준호 공동대표는 원래 있던 디스크가 악화되어 인공관절을 삽입하는 수술을 하였다. 유시민 공동대표는 집단 폭행과 물 공격을 당했다.

#### 이석기·김재연 제명부결
부정선거와 관련하여 이석기와 김재연의 제명처리안에 관해 부결처리가 나면서 심상정 원내 대표가 부결 사태에 대해 책임을 지면서 총사퇴하였고, 김병화 대법관 후보자 역시 자진사퇴하였다. 강기갑 대표는 부결처리에 대해 7월 27일 오후 국회에서 대국민사과문을 발표하였다. 또한 민주노총은 8월 14일날 11시간의 걸친 회의 끝에 통합진보당에 대한 지지를 철회하였다.
통합진보당 신당권파는 결국 분당을 결정했으며, 신당권파로 분류되는 비례대표 4인(김제남, 박원석, 서기호, 정진후)은 의원직을 유지한채 당적을 이탈하기 위해 제명되었다. 이 사건을 일명 '셀프 제명' 사건이라 부른다.

#### 신당권파의 탈당 과정
이석기, 김재연 제명이 부결되자, 당시 대표였던 강기갑 대표는 2012년 9월 3일 당 사태에 대한 책임으로 소금과 물도 먹지 않는 단식과 함께 구당권파에게 타협안을 제시하며 호소했다. 그러나 구당권파가 타협안에 대해서 '항복선언'과 같다며 타협안을 거부했다. 신당권파는 신당권파로 분류되는 비례 4인을 신당권파의 당권을 통해 제명했다. 그 이유는 비례대표의 경우 탈당, 즉시 의원직을 잃게 되기 때문에, 제명을 통해서만 의원직을 유지할 수 있기 때문이다. 그 제명 이후 신당권파가 주축인 1기 지도부의 강기갑 대표와 이정미, 천호선 최고위원, 그리고 신당권파 출신 당직자, 지역구 국회의원과 유명 정치가들이 사퇴와 함께 탈당했다. 구당권파는 신당권파의 탈당에 대해서 반대 의사를 표시하고 탈당에 대해서 극렬하게 저항했다. 그 과정 중 신당권파로 분류된 비례 4인의 제명을 막기 위해, 구당권파는 단독으로 중앙위원회를 2012년 9월 6일에 소집하였고 소집한 제 3차 중앙위원회에서는 다음과 같이 당헌/당규가 개정되었다.
1. 중앙위원회의 성원보고 논의건에서 정당법 33조에 따라 의총에서 제명이 부결됨으로써 이석기, 김재연에 대한 모든 절차의 완료됨 (당원인 자격과 국회의원인 당헌/당규에 따라 중앙위원과 대의원의 권한이 얻어졌다.)
2. 원내대표는 당헌 제14장 제55조(전자회의와 전자투표)에 따른 방식으로 선출할 수 없다. (신설)
3. 단, 최초의 원내대표 선출 및 원내대표 궐위시에는 재적위원 2/3 이상의 동의로 소집권자를 지명할 수 있다. (추가)
4. 제5조(의결정족수)
 ① 의원총회의 의결은 거수 혹은 기립을 원칙으로 하며, 재적의원 과반수의 출석과 출석의원 과반수의 찬성으로 의결한다. 단, 의장(원내대표)이 필요하다고 인정하거나, 재적의원 3분의 1 이상의 요구가 있을 때에는 직접, 비밀 투표로 의결한다.
② 국회의원의 제명은 소속 의원 3분의 2 이상의 찬성으로 의결한다. [이석기-김재연 제명 당시, 과반] (신설)
5. 제4조 (당대회 의장단의 선출 및 임기) 
 ① 의장단은 의장 1인, 부의장 2인으로 한다. 
 ② 당대회 의장단은 중앙위원회 재석 인원 1/2 이상의 찬성으로 선출한다. 
 ③ 의장단의 임기는 선출된 날로부터 2년으로 한다. (신설)
6. 부칙 제1조 2012년 하반기에 한하여 제13조(당대회 의제), 제14조(중앙위원회 의제)의 안건 및 회의자료의 공개 규정은 적용하지 아니할 수 있다. (신설)

이러한 당헌/당규 개정은 신당권파의 셀프제명(스스로가 제명당함)을 막고, 7:6인 불리한 비인 원내를 장악하기 위한 조치였다. 이러한 중앙위원회의 당헌˙당규의 개정에 근거해, 제명 부결에 대한 책임을 지고 사퇴한 심상정 전 원내대표의 궐위와 구당권파가 주최한 중앙위원회의 개정된 당규에 근거 해 이어 다음 날인 2012년 9월 7일 오전 9시 30분 당권파는 의원총회를 열어 오병윤 국회의원을 원내대표로 선출했다. 신당권파는 소집한 중앙위원회를 무효라고 주장하였다. 통합진보당의 당시 당헌·당규상 중앙위원회는 당대표가 소집할 수 있으며, 중앙위원 3분의 1이상의 소집요구에 따른 개최 역시 소집요구 후 15일이 경과해야 개최할 수 있다. 구당권파는 2011년 8월 2일 중앙위 개최를 요구한 상태라 15일이 지났다고 주장하지만, 신당권파는 구당권파가 소집을 요구한 중앙위는 8월 22일에 개최했기 때문에 절차상 소집 요건이 안 된다고 주장했다. 개정된 당헌·당규에 근거해 선출된 원내대표 선출 건도 무효임을 주장했다. 그러나 구당권파는 의원총회는 원내대표가 소집할 수 있는데, 의원이 아닌 강기갑 대표가 소집한 의원총회는 원천무효라라고 하였다. 그러나 신당권파는 제 3차 중앙위원회를 통하여 개정된 당헌/당규에 근거한 오병윤 원내대표 선출은 불법이고, 그렇기 때문에 원내대표가 없는 조건에서는 당 대표가 주요 당무를 총괄한다는 당헌 당규에 근거해 회의를 소집한 것이라는 주장을 하였다. 당권을 다시 잡은 구당권파는 무효 확인 소송을 제출하였다.

## 이석기 사건
이석기 사건은 통합진보당 경기도당에 속한 이석기와 그가 총책으로 있다고 하는 지하혁명 조직(Revolutionary Organization, RO)이 대한민국 체제전복을 목적으로 합법/비합법, 폭력/비폭력적인 모든 수단을 동원하여 이른바 '남한 사회주의 혁명'을 도모한 혐의로 국가정보원 등 공안당국에 적발되어 형법상 내란 음모와 선동, 및 국가보안법 위반 등의 혐의로 수사하여 공소를 제기했으나 내란선동 및 내란음모죄가 모두 유죄 선고된 1심(수원지방법원2013고합620)과 달리 2심(서울고등법원2014노762)에서는 내란선동 및 이적표현물 소지는 유죄, 내란음모는 증거부족으로 무죄가 선고되었다. 검사와 피고인이 쌍방 상소(2014도10978) 하였고, 대법원이 2015년 1월 22일 내란선동 및 이적표현물 소지는 유죄, 내란음모죄에 대하여 무죄를 선고하였다.

## 헌법재판소의 해산 선고
사단법인 국민행동본부(이사장 서정갑)와 국가정상화추진위원회(위원장 고영주)는 황교안 법무부 장관에게 통합진보당 정당해산심판을 요구하는 청원서를 2012년 5월에 제출했다.
2013년 11월 5일 대한민국 국무회의는, 법무부가 긴급 안건으로 상정한 '위헌정당 해산심판 청구의 건'을 심의, 의결했다. 정부가 정당에 대한 해산심판을 청구하는 것은 헌정 사상 처음이다. 2014년 12월 19일 헌법재판소는 통합진보당 해산 청구 사건에 대해 8대1의 판결로 해산 판결을 내렸다. 헌재가 통합진보당을 해산한 위헌 근거는 피 청구인이 북한식 사회주의를 실현한다는 숨은 목적을 가지고 내란을 논의하는 회합을 개최하는 등 활동을 한 것은 헌법상 민주적 기본질서에 위배되고, 이러한 피청구인의 실질적 해악을 끼치는 구체적 위험성을 제거하기 위해서는 정당해산 외에 다른 대안이 없으며, 피청구인에 대한 해산결정은 비례의 원칙에도 어긋나지 않고, 위헌정당의 해산을 명하는 비상상황에서는 국회의원의 국민 대표성은 희생될 수밖에 없으므로 피청구인 소속 국회의원의 의원직 상실은 위헌정당해산 제도의 본질로부터 인정되는 기본적 효력이라고 판단한 것이다.
1년여간 공판 등을 한 끝에 2014년 12월 19일 헌법재판소는 재판관 9명 중 인용 8명, 기각 1명의 의견으로 피청구인 통합진보당을 해산하고 그 소속 국회의원은 의원직을 상실한다는 결정을 선고하였다.

## 성향
통합진보당은 2012년 진보정의당 분당 이전까지는 빅 텐트정당으로써 일관된 이념을 가지고 있지 않았고 중도좌파 또는 좌익으로 묘사되기도 하였다. 하지만 분당 이후 당 내부의 사회자유주의자와 사민주의자가 탈당하여 당이 더 극단적인 방향으로 이동하게 되어 좌익 또는 극좌 정당으로 평가받게 되었다.

## 주요 선거 결과

### 대통령 선거
| 연도   | 선거 | 후보자 | 득표 | 득표율      | 결과 | 당락 |
| ------ | ---- | ------ | ---- | ----------- | ---- | ---- |
| 2012년 | 18대 | 이정희 | -    | \| \| 0% \| | -    | 사퇴 |
|        | 0%   |        |      |             |      |      |

### 국회의원 선거
|  | 2.85% |

|  | 10.5% |

|  | 4.33% |

### 지방선거
|  | 0% |

|  | 0% |

|  | 0.38% |

|  | 1.17% |

## 당내 경선 개표 결과

### 통합진보당 제19대 비례대표 국회의원 후보자 선출선거 개표 결과
통합진보당 부정 경선 사건의 계기가 된 선거이다. 

¹ 사퇴, ² 승계전 사퇴, # (승계전)제명
| 순위 | 기호 | 이름      | 현장   | 온라인 | 총 득표 | 비고                      |
| 순위 | 기호 | 이름      | 비율   | 비율   | 비율    | 비고                      |
| ---- | ---- | --------- | ------ | ------ | ------- | ------------------------- |
| 1    | 13   | 이석기    | 1,052  | 10,183 | 11,235  | 비례순번 2위 (일반명부)   |
| 1    | 13   | 이석기    | 19.29% | 28.12% | 27.58%  | 비례순번 2위 (일반명부)   |
| 2    | 5    | 윤금순¹   | 520    | 4,917  | 5,437   | 비례순번 1위 (여성명부)   |
| 2    | 5    | 윤금순¹   | 9.53%  | 13.58% | 13.35%  | 비례순번 1위 (여성명부)   |
| 3    | 8    | 오옥만²   | 71     | 5,212  | 5,283   | 비례순번 9위 (여성명부)   |
| 3    | 8    | 오옥만²   | 1.30%  | 14.39% | 12.97%  | 비례순번 9위 (여성명부)   |
| 4    | 6    | 나순자²   | 1,526  | 2,965  | 4,491   | 비례순번 11위 (여성명부)  |
| 4    | 6    | 나순자²   | 27.97% | 8.19%  | 11.02%  | 비례순번 11위 (여성명부)  |
| 5    | 10   | 노항래²   | 25     | 2,399  | 2,424   | 비례순번 10위 (일반명부)  |
| 5    | 10   | 노항래²   | 0.46%  | 6.62%  | 5.95%   | 비례순번 10위 (일반명부)  |
| 6    | 14   | 이영희²   | 302    | 2,097  | 2,399   | 비례순번 8위 (일반명부)   |
| 6    | 14   | 이영희²   | 5.54%  | 5.79%  | 5.89%   | 비례순번 8위 (일반명부)   |
| 7    | 15   | 문경식²   | 369    | 1,847  | 2,216   | 비례순번 16위 (일반명부)  |
| 7    | 15   | 문경식²   | 6.76%  | 5.10%  | 5.32%   | 비례순번 16위 (일반명부)  |
| 8    | 7    | 윤난실²   | 67     | 1,737  | 1,804   | 비례순번 13위 (여성명부)  |
| 8    | 7    | 윤난실²   | 1.23%  | 4.80%  | 4.43%   | 비례순번 13위 (여성명부)  |
| 9    | 11   | 윤갑인재² | 251    | 1,042  | 1,293   | 비례순번 20위 (일반명부)  |
| 9    | 11   | 윤갑인재² | 4.60%  | 2.88%  | 3.10%   | 비례순번 20위 (일반명부)  |
| 10   | 12   | 김기태    | 33     | 1,189  | 1,222   | 낙선                      |
| 10   | 12   | 김기태    | 0.60%  | 3.28%  | 3.00%   | 낙선                      |
| 11   | 9    | 황선#     | 21     | 1,084  | 1,105   | 비례순위 15번 (여성명부)  |
| 11   | 9    | 황선#     | 0.38%  | 2.99%  | 2.71%   | 비례순위 15번 (여성명부)  |
| 12   | 1    | 조윤숙#   | 58     | 705    | 763     | 비례순위 7번 (장애인명부) |
| 12   | 1    | 조윤숙#   | 1.06%  | 1.95%  | 1.87%   | 비례순위 7번 (장애인명부) |
| 13   | 2    | 박영희²   | 175    | 414    | 859     | 비례순위 17번 (여성명부)  |
| 13   | 2    | 박영희²   | 3.21%  | 1.14%  | 1.45%   | 비례순위 17번 (여성명부)  |
| 14   | 3    | 강현석    | 24     | 322    | 346     | 낙선                      |
| 14   | 3    | 강현석    | 0.44%  | 0.89%  | 0.85%   | 낙선                      |
| 15   | 4    | 김수진²   | 30     | 104    | 134     | 비례순위 19번 (여성명부)  |
| 15   | 4    | 김수진²   | 0.55%  | 0.29%  | 0.33%   | 비례순위 19번 (여성명부)  |

### 통합진보당 제1차 전국동시당직선거 결과

#### 대표
| 순위 | 기호 | 이름   | 인터넷투표 | 현장투표 | ARS모바일투표 | 총 득표 | 비고 |
| 순위 | 기호 | 이름   | 비율       | 비율     | 비율          | 비율    | 비고 |
| ---- | ---- | ------ | ---------- | -------- | ------------- | ------- | ---- |
| 1    | 1    | 강기갑 | 16,200     | 954      | 3,707         | 20,861  | 당선 |
| 1    | 1    | 강기갑 | 52.93%     | 49.46%   | 77.12%        | 55.86%  | 당선 |
| 2    | 2    | 강병기 | 14,406     | 975      | 1,100         | 16,481  |      |
| 2    | 2    | 강병기 | 47.07%     | 50.54%   | 22.88%        | 44.14%  |      |

#### 최고위원
| 순위 | 기호 | 이름   | 인터넷투표 | 현장투표 | ARS모바일투표 | 총 득표 | 비고 |
| 순위 | 기호 | 이름   | 비율       | 비율     | 비율          | 비율    | 비고 |
| ---- | ---- | ------ | ---------- | -------- | ------------- | ------- | ---- |
| 1    | 3    | 천호선 | 9,189      | 241      | 2,256         | 11,686  |      |
| 1    | 3    | 천호선 | 29.96%     | 12.52%   | 48.91%        | 31.40%  |      |
| 2    | 1    | 이혜선 | 6,202      | 448      | 610           | 7,260   |      |
| 2    | 1    | 이혜선 | 20.22%     | 23.27%   | 13.22%        | 19.51%  |      |
| 3    | 6    | 유선희 | 5,000      | 250      | 473           | 5,723   |      |
| 3    | 6    | 유선희 | 16.30%     | 12.99%   | 10.25%        | 15.38%  |      |
| 4    | 5    | 이정미 | 4,257      | 216      | 543           | 5,016   |      |
| 4    | 5    | 이정미 | 13.88%     | 11.22%   | 11.77%        | 13.48%  |      |
| 5    | 4    | 민병렬 | 3,491      | 378      | 415           | 4,284   |      |
| 5    | 4    | 민병렬 | 11.38%     | 19.64%   | 9.00%         | 11.51%  |      |
| 6    | 2    | 이홍우 | 2,536      | 392      | 316           | 3,244   | 낙선 |
| 6    | 2    | 이홍우 | 8.27%      | 20.36%   | 6.85%         | 8.72%   | 낙선 |

## 비판 및 논란
- 100분 토론 논란: 통합진보당 소속 19대 국회의원 당선자 이상규가 2012년 5월 22일 MBC 100분 토론에 참가하여 시민논객의 질문에 답변을 거부했다. 시민논객은 북한 인권, 북핵, 3대 세습에 대하여 이상규 당선인의 의견을 물어보았지만 이상규 당선자는 북한의 대부분 건물들은 페인트가 칠해져 있지 않아 회색빛을 내며 술병의 뚜껑에서 술이 새어 나온다는 식의 답변을 했다.[53] 100분 토론 이후 이상규는 25일 애국가 등 국민의례와 관련해선 "상황의 변화, 당의 영향력의 변화에 맞게 재조정할 수 있다"면서 "서민의 행복과 더 나은 국가권력을 위해서 애국가를 부를 수 있다."라고 말했다. 그러면서 "북한 3대 세습은 기본 상식으로 보면 납득이 안되게 돼 있다"며 "대화의 상대·통일의 상대가 돼야 할 상대방을 악으로 몰아버리면 모든 게 단절되고 대립적 관계만 남게 된다"라고 자신의 기존 입장을 설명했다.[54]
- 애국가 논란: 통합진보당이 태극기를 걸고 국기에 대한 경례를 하되 애국가는 부르지 않기로 결정한 것에 대해 논란이 일었다. 애초 통합 전 민주노동당 측은 "민주노동당의 민중의례 관행과 맞지 않는다"는 입장을 밝혔다. 특히 "행사에서 집단적으로 애국가를 부르는 것만큼은 못하겠다"고 한 것으로 알려졌다. 논란 끝에 민주노동당이 태극기 게양과 국기에 대한 경례는 양보하고 애국가 합창은 생략하는 선에서 절충했다.[55] 통합진보당 부정 경선 사건 이후, 당에 대한 친북 종북 논란이 화두가 되자, 신당권파인 박원석 새로나기 특별위원장은 당 공식행사에서 애국가를 제창하는 문제를 두고 "필요하다면 해야 한다는 생각"이라고 입장을 밝혔다.[56]
- 주한미군 철수 강령 논란: 통합진보당 강령을 제정하면서 주한미군 철수와 한·미 동맹 해체 강령이 문제가 됐다. 당내 국민참여당 출신 인사들은 "이런 강령으로 일반국민의 지지를 못 받는다"고 했지만, 민주노동당 측이 "정체성과 관련된 문제"라며 끝까지 반대해 삭제하지 않기로 했다.[55] 박원석 혁신위원장은 한 방송과의 인터뷰에서 '주한미군 철수' 강령도 "재검토가 필요하다는 의견이 있을 수 있다"며 "그런 의견까지 받아들여서 토론을 해볼 수 있다고 생각하고 있다."고 말했다.[57]
- 청년 비례대표 경선 후보의 해적 발언:'고대녀'로 잘 알려져 있는 김지윤이 트위터에 해군을 해적으로 표기한 제주해군기지를 반대하는 인증 샷을 올려, 많은 비판을 받았다.특히 대한민국 해군이 해군총장의 명의로 김지윤을 명예훼손죄로 고소했다. 고소장에는 "1945년 조국의 바다를 우리 손으로 지키자는 신념으로 창설한 이래 지금까지 충무공의 후예라는 명예와 긍지를 안고 해양주권을 수호해왔다.", "김 후보는 전 해군 장병의 고결한 명예를 심대하게 훼손하고 모욕했다."고 주장했다. 또한 김민석 국방부 대변인은 브리핑에서 "당 청년비례대표 후보가 제주 민ㆍ군 복합형 관광미항을 해적기지로 표현한 데 대해 강하게 유감을 표한다."면서 "해군을 비롯해 대한민국 국군과 장병, 가족들을 모욕한 데 대해 깊이 반성해야 할 것으로 생각된다."고 밝혔다.
- 패권주의 논란: 통합진보당에서 발생하는 당 내 갈등에 대해 단순한 '계파 갈등'이 아니라, 민주노동당 시절부터 문제된 당권파의 패권주의를 문제로 보는 시각이 많다. 부정 선거관리나 당비대납, 부정입당하는 현실은 민주노동당이 분당한 2008년 이전의 모습과 흡사하다. 통합진보당 핵심 관계자는 "예상됐던 일이지만, 변화의 노력은 있을 줄 알았다"며 한숨을 내뱉었다. 민주노동당과 진보신당이 갈라서게 만든 가장 큰 문제인 '패권주의'가 순식간에 해결될 리 없는데도 총선을 앞두고 급하게 통합된 것으로 분석하는 시각도

있다.
- 친북 종북주의 논란 : 통합진보당의 통합 주체 중 하나였던, 민주노동당 내 일부 계파의 발언때문에 종북주의라는 비난을 받기도 한다. 새누리당, 민주통합당도 비판했던 북한 광명성 3호 발사에 대해서 당권파 계열에 속하는 우위영 대변인은 북한 미사일발사에 대해 "미국을 비롯한 유엔안보리의 제재 일변도 방식은 한반도 긴장 완화에 전혀 도움되지 않는다. 북미관계 개선과 남북화해 협력 그리고 한반도 평화를 위해서는 오직 대화와 협상으로 이 문제를 해결해 나가야 한다."라고 말했다. 반면 당 내부의 진보신당 탈당파 출신인 심상정 공동대표와 노회찬 대변인은 광명성 3호를 단순히 인공위성을 볼 수 없다고 말했다.[59]
- 여론조사 조작 : 통합진보당이 민주통합당과의 관악을 경선에서 연령층을 속이는 여론조사 조작을 행한 사실이 드러남에 따라, 관악을 지역구 출마자인 이정희 의원이 총선 불출마를 선언했다.[60]
- 비례대표 선출선거 부정 : 당 내에 아무런 연고도 없던 이석기 CNP전략그룹 대표가 비례대표 2번에 선출된 것을 두고 통합진보당 내외에서 잡음이 불거졌다. 당 지도부는 진상조사에 착수하였으나 당권을 장악하고 있는 당권파는 그 결과를 거부했다. 지도부와 당권파는 진상조사결과를 놓고 갈등을 빚다, 5월 12일 열린 중앙위원회에서 당권파가 폭력사태를 일으켰다. 지식인, 일반 시민을 가리지 않고 이번 사건을 본 사람들은 한결같이 "통합진보당 당권파에 대한 믿음을 잃었다"라고 말했다.[61]
- 지하세력 및 정파서열 비판 : 민주노동당에서 최고위원을 지내고, 통합진보당 공동대변인까지 맡은 우위영은 현재 초선 의원인 이석기의 보좌관을 맡고 있다. 이에 탈당파나 보수진영은 상식적으로 말이 되지 않고 그러한 전례도 없었다며, 비례대표 사퇴를 주장하는 당원들 사이에서 많은 비판을 받았다.[62]
- 진보적 민주주의 논란 : 법무부가 브리핑을 통해 진보적 민주주의를 북한의 지령을 통해 도입된 사상이라고 설명했다.[63] 하지만 김재연이 JTBC 뉴스 9 인터뷰에 출연해 "우리가 담고 싶은 민주주의에 대해 '진보적 민주주의'라고 표현한 적은 있지만 당 강령에는 담지 않았다. 무관한 사항이다."고 밝혔다.[64] 그러나 통합진보당의 강령에는 "일하는 사람이 주인 되는 자주적 민주정부를 세우고, 민중이 정치·경제·사회·문화 등 사회생활 전반의 진정한 주인이 되는 진보적인 민주주의 사회를 실현하겠다."고 명시돼 있어 거짓말을 했다는 논란이 있다.[65]
- "박근혜 씨" 발언 논란 : 2013년 11월 9일 통합진보당 이정희 대표는 장외집회 중 "헌법을 파괴하고 야당을 탄압하는 '박근혜 씨'가 바로 독재자 아닙니까. 박근혜 씨를 여왕으로 모시고…"라는 발언을 하였다. 그러자 홍지만 새누리당 원내대변인이 "공당의 대표는 그에 맞는 격이 필요한데 스스로의 분노와 울분을 참지 못하겠다고 해서 국가지도자에게 막말을 뱉어내는 것은 최소한의 예의도 갖출 줄 모르는 통진당의 현실"이라며 "국민께 사죄하고 머리를 조아려도 모자라다."고 비판했다. 그러자 통합진보당 홍성규 대변인은 "독재의 길을 선택한 통치자에게 저항의 민심을 대변한 것"이라며 "부정선거 의혹에 모르쇠로 일관하는 새누리당이 '격'을 따지는 것은 적반하장"이라고 밝혔다.[66]

## 같이 보기
| - 통합진보당 해산심판 사건 - 통합진보당 부정 경선 사건 - 이석기 사건 - 차별금지법 - 위헌정당 해산제도 - 강제 해산 | - 민중당 - 전국연합 - 이석기 - 이정희 - 김재연 |